# Lampre-Daikin/1999
Deze pagina geeft een overzicht van de Lampre-Daikin wielerploeg in 1999.

## Algemeen
Sponsor: Lampre (staalfabrikant), Daikin (electronicabedrijf)
Algemeen manager: Giuseppe Saronni
Ploegleiders: Pietro Algeri, Maurizio Piovani
Fietsmerk: Colnago

## Renners
| Naam                | Geboortedatum | Nationaliteit | Ploeg 1998                  |
| ------------------- | ------------- | ------------- | --------------------------- |
| Matteo Algeri       | 15-05-1976    | Italië        | Neoprof                     |
| Franco Ballerini    | 11-12-1964    | Italië        | Mapei-Bricobi               |
| Raivis Belohvosciks | 21-01-1976    | Letland       | Mapei-Bricobi               |
| Simone Bertoletti   | 25-08-1974    | Italië        | Brescialat-Liquigas         |
| Oscar Camenzind     | 20-09-1971    | Zwitserland   | Mapei-Bricobi               |
| Massimo Codol       | 27-02-1973    | Italië        | Mapei-Bricobi               |
| Marco Della Vedova  | 27-06-1972    | Italië        | Brescialat-Liquigas         |
| Ludo Dierckxsens    | 14-10-1964    | België        | Lotto-Mobistar              |
| Matteo Frutti       | 29-01-1975    | Italië        | Mapei-Bricobi               |
| Robert Hunter       | 22-04-1977    | Zuid-Afrika   | Neoprof                     |
| Bruno Minniti       | 02-02-1974    | Italië        | Stagiair                    |
| Gabriele Missaglia  | 24-07-1970    | Italië        | Mapei-Bricobi               |
| Pavel Padrnos       | 17-12-1970    | Tsjechië      | Saeco Macchine per Caffé    |
| Gianluca Pianegonda | 23-09-1968    | Italië        | Mapei-Bricobi               |
| Mariano Piccoli     | 11-09-1970    | Italië        | Brescialat-Liquigas         |
| Marco Pinotti       | 25-02-1976    | Italië        | Neoprof                     |
| Marco Serpellini    | 14-08-1972    | Italië        | Brescialat-Liquigas         |
| Zbigniew Spruch     | 13-12-1965    | Polen         | Mapei-Bricobi               |
| Ján Svorada         | 28-06-1968    | Tsjechië      | Mapei-Bricobi               |
| Johan Verstrepen    | 21-10-1967    | België        | Vlaanderen 2002-Eddy Merckx |

## Belangrijke overwinningen
| Ster van Bessèges 3e etappe: Johan Verstrepen Ronde van Murcia 3e etappe: Ján Svorada Tirreno-Adriatico 8e etappe: Ján Svorada Ronde van Trentino 3e etappe: Oscar Camenzind Ronde van Duitsland 7e etappe: Raivis Belohvosciks Ronde van Zwitserland 3e etappe: Gabriele Missaglia 7e etappe: Oscar Camenzind Belgisch kampioenschap op de weg Elite: Ludo Dierckxsens Ronde van Frankrijk 11e etappe: Ludo Dierckxsens Ronde van Spanje 1e etappe: Robert Hunter |

## Doping
Op 26 juni 1999 werden Pietro Algeri, Maurizio Piovani en Gabriele Missaglia gearresteerd in het kader van het onderzoek dat Pierluigi Soprani uitvoerde naar de activiteiten van Francesco Conconi.
Op 15 juli 1999 verwijderde de ploeg Ludo Dierckxsens uit de Ronde van Frankrijk. Na zijn overwinning in de 11de rit had hij tegen de dokters verklaard dat hij een voorschrift voor Synacthen (actief bestanddeel: Tetracosactide) had. Zijn urinestaal was negatief maar hij had nagelaten de ploeg op de hoogte te stellen.